# روهرباخ (بیرکنفلد)
روهرباخ (به آلمانی: Rohrbach) یک شهر در آلمان است که در بیرکنفلد واقع شده‌است. روهرباخ ۲۳۲ نفر جمعیت دارد.